# Speerzahnhai

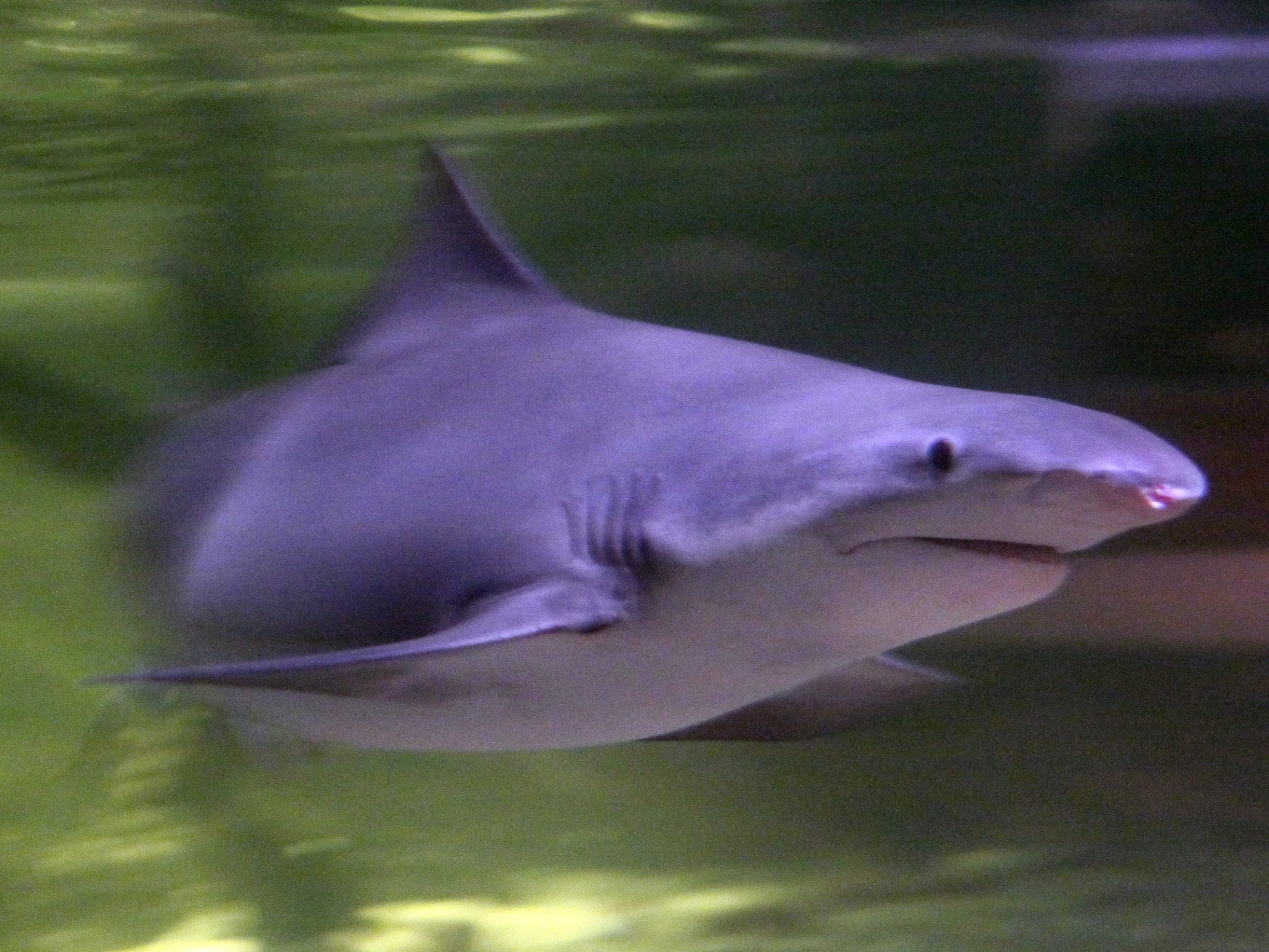
Speerzahnhai im Melbourne Aquarium

Der Speerzahnhai (Glyphis glyphis) ist eine Art der Flusshaie (Glyphis) innerhalb der Requiemhaie (Carcharhinidae) mit einem nur sehr vage abgegrenzten Verbreitungsgebiet im Indopazifik. Über den Hai liegen nur sehr spärliche Informationen vor, da sich die beschriebenen Exemplare des Speerzahnhais allerdings deutlich durch die Anzahl der Rückenwirbel unterscheiden, ist nicht vollständig geklärt, ob es sich um eine Art oder um mehrere handelt. Compagno u. a. 2005 nehmen drei weitere, noch unbeschriebene Arten der Gattung im Bereich des Indopazifik an.

## Aussehen und Merkmale
Der Speerzahnhai ist ein mittelgroßer bis großer Hai mit einer maximalen Körperlänge von mindestens 100 cm, Körperlängen von bis zu 300 cm werden angenommen. Er hat eine grau-braune Rückenfärbung ohne auffällige Zeichnung.
Der Hai besitzt eine breite und abgerundete Schnauze und sehr kleine Augen mit Nickhäuten. Er besitzt eine Afterflosse und zwei Rückenflossen. Die erste Rückenflosse ist am Ansatz sehr breit ausgebildet und sichelförmig, sie liegt über oder leicht hinter der Mitte der Brustflossenbasis. Ein Interdorsalkamm ist nicht vorhanden. Die zweite Rückenflosse ist vergleichsweise klein und liegt der Analflosse gegenüber. Die Brustflossen sind relativ groß. Wie alle Arten der Gattung besitzen die Tiere fünf Kiemenspalten und haben kein Spritzloch.

## Lebensweise
Der Speerzahnhai ist eine Süßwasserart, die sich wahrscheinlich entsprechend vor allem in größeren Flussbereichen des indopazifischen Raums aufhält, jedoch auch bis in die Brackwasserzonen der Flussdelta vordringt. Er ernährt sich räuberisch vor allem von verschiedenen Knochenfischen.
Die erwachsenen Exemplare der australischen Population wandern zur Paarung aus dem Meer in die Mündungsgebiete einiger weniger Fluss-Systeme in Nord-Australien ein. Der Nachwuchs kommt dort im Zeitraum zwischen Ende Oktober und Dezember lebend zur Welt. Das Vorkommen der Jungfische ist auf wenige Fluss-Systeme in den australischen Northern Territories und Queensland beschränkt, so beispielsweise um Cape York. Die Jungen sind nach der Geburt komplett selbständig und wandern flussaufwärts. Dort verbringen sie die nächsten drei bis sechs Jahre in einer Entfernung von ca. 40 bis 80 Kilometer von der Flussmündung – im Wasser mit reduziertem Salzgehalt (Brackwasser).
Während des jährlichen Monsuns wandern die Jungfische flussabwärts, um sich nicht dem vermehrt einströmenden Süßwasser auszusetzen. Sobald der Frischwasser-Zufluss in die Fluss-Systeme nachlässt, und der Salzgehalt wieder zunimmt und die von den Jungfischen präferierten Werte wieder erreicht werden, kehren diese wieder zu ihren ursprünglichen, flussaufwärts gelegenen Standorten zurück.
Gegenwärtig ist unbekannt, wohin genau die adulten Haie der australischen Population abwandern, wenn sie die Fluss-Systeme verlassen. Es wird davon ausgegangen, dass diese sich außerhalb der Fortpflanzungszeit in den marinen Umwelten vor der nordaustralischen Küste aufhalten.

### Fortpflanzung
Er ist wie andere Arten der Gattung wahrscheinlich lebendgebärend und bildet eine Dottersack-Plazenta aus (plazental vivipar). Die Junghaie haben eine Größe von etwa 55 bis 60 Zentimetern. Die Geschlechtsreife erreichen die Tiere bei einer Länge von ungefähr 180 cm. Paarung und Geburt  des australischen Speerzahn-Hais findet in den brackwasserhaltigen Mündungsgebieten einiger weniger Fluss-Systeme in den Northern-Territories und Queensland statt, so beispielsweise um Cape York. Die Jungtiere kommen im Zeitraum von Ende Oktober bis Dezember lebend zur Welt.

## Verbreitung
Der Speerzahnhai lebt in einem nur sehr vage abgegrenzten Verbreitungsgebiet im Indopazifik um die indonesischen Inseln, Neuguinea und Australien. Da sich die beschriebenen Exemplare des Speerzahnhais allerdings deutlich durch die Anzahl der Rückenwirbel unterscheiden, ist nicht vollständig geklärt, ob es sich um eine Art oder um mehrere handelt. Compagno u. a. 2005 nehmen drei weitere, noch unbeschriebene Arten im Bereich des Indopazifik an von denen Glyphis garricki im Jahr 2008 von Compagno, White und Last sowie der Borneo-Flusshai (Glyphis fowlerae) im Jahr 2010 von Compagno, White und Cavanagh beschrieben wurde.

## Gefährdung
Der Speerzahnhai wird in der Roten Liste der IUCN als gefährdet eingestuft, da genaue Angaben über Verbreitungsgebiete und Lebensweise fehlen. Es wird angenommen, dass die Art sehr selten ist. Die Gesamtpopulation wird auf 250 bis 2500 Individuen geschätzt. Die australische Population des Speerzahnhais ist im Environment Protection and Biodiversity Conservation (EBPC) Act als kritisch gefährdet gelistet. Die Zahl der weiblichen australischen Speerzahnhaie wird auf Basis der gefundenen Jungtiere auf weniger als 500 Exemplare veranschlagt.

## Forschungsgeschichte
In Australien wurde der Speerzahn-Hai erstmals  im Jahr 1982 im Bizant River bei Lakefield gesichtet. Bis zum Jahr 2015 wurden nur Jungtiere gefangen. Die Fänge gelangen stets nur in den Monaten Ende Oktober bis Dezember.
Im Jahr 2004 initiierte die Australische Forschungsagentur CSIRO langfristige Forschungsarbeiten mit dem Ziel, zu einem besseren Verständnis der Verteilung der Jungfische in Fluss-Systemen im Tropischen Australien zu gelangen. Seit 2006 wurden von der CSIRO-Forschungsgruppe um Dr. Richard Pillans Daten über das Wanderverhalten und den Status der Population von juvenilen Speerzahn-Haien im Wenlock-River zusammengetragen.
Im Jahr 2015 gelang es Dr. Pillans, Barry Lyon und Luke Burnett (Australian Zoo), innerhalb von 9 Tagen intensiver Suche zwei erwachsene Speerzahn-Haie lebend zu fangen, ein 2,2 Meter langes weibliches Exemplar und ein 2,3 Meter langes männliches Exemplar: CSIRO zufolge der erste Fund erwachsener Exemplare dieser Spezies in Australien und die ersten lebenden Exemplare, die von Forschern überhaupt gefangen wurden. Die beiden Exemplare wurden vor ihrer Freilassung mit satellitengestützten Sendern versehen, die sich nach 2 Monaten automatisch vom Körper ablösen und während dieses Zeitraums neben der Wanderroute auch Daten über Wassertiefe und Wassertemperatur übermitteln.

## Belege

### Zitierte Belege
1. 1 2 3 4 5 6 7 8 9  Prometheus.tv Erstmals erwachsene Speerzahn-Haie in Australien gefangen
2. ↑  Compagno u. a., S. 309–312.
3. ↑  L. J. V. Compagno, W. T. White, P. R. Last: Glyphis garricki sp. nov., a new species of river shark (Carcharhiniformes: Carcharhinidae) from northern Australia and Papua New Guinea, with a redescription of Glyphis glyphis (Müller & Henle, 1839). In: P. R. Last, W. T. White, J. J. Pogonoski (Hrsg.): Descriptions of new Australian Chondrichthyans. CSIRO Marine and Atmospheric Research, 2008, ISBN 978-1-921424-18-2, S. 203–226.
4. ↑  L. J. V. Compagno, W. T. White, R. D. Cavanagh: Glyphis fowlerae sp. nov., a new species of river shark (Carcharhiniformes; Carcharhinidae) from northeastern Borneo. In: P. P. Last, W. T. White, J. J. Pogonoski (Hrsg.): Descriptions of new sharks and rays from Borneo. (CSIRO Marine and Atmospheric Research Paper no. 32), S. 29–44. (Volltext; PDF; 7,6 MB)
5. ↑  Datenblatt beim Australian Department of the Environment, Water, Heritage and the Arts, Canberra
6. ↑  Glyphis glyphis (Speartooth Shark). Abgerufen am 15. Oktober 2018.